# Condado de Atlantic
O Condado de Atlantic é um dos 21 condados do Estado americano de Nova Jérsei. A sede do condado é em Mays Landing, e sua maior cidade é Atlantic City. O condado possui uma área de 1 740 km² (dos quais 300.7 km² estão cobertos por água), uma população de 274 534 habitantes, e uma densidade populacional de 157 hab/km² (segundo o censo nacional de 2020). O condado foi fundado em 1837.